# Table des caractères Unicode/U1C80
Cette page contient des caractères spéciaux ou non latins. S’ils s’affichent mal (▯, ?, etc.), consultez la page d’aide Unicode.
Table des caractères Unicode U+1C80 à U+1CBF.

## Cyrillique étendu – C
Variantes de lettres de l’alphabet cyrillique utilisées de manière contrastée dans certains documents écrits en slavon d’église, en particulier entre 1550 et 1700.

### Table des caractères
| en fr  | 0 | 1 | 2 | 3 | 4 | 5 | 6 | 7 | 8 | 9 | A | B | C | D | E | F |
| ------ | - | - | - | - | - | - | - | - | - | - | - | - | - | - | - | - |
| U+1C80 | ᲀ | ᲁ | ᲂ | ᲃ | ᲄ | ᲅ | ᲆ | ᲇ | ᲈ |   |   |   |   |   |   |   |